# South Pacific Tennis Classic 1979
Il South Pacific Tennis Classic 1979 è stato un torneo di tennis giocato sull'erba. Il torneo si è giocato a Brisbane in Australia dal 9 al 14 ottobre 1979.

## Campioni

### Singolare
Phil Dent hanno battuto in finale  Ross Case con il punteggio di 7–6, 6–2, 6–3

### Doppio
Ross Case /  Geoff Masters hanno battuto in finale  John James /  Chris Kachel con il punteggio di 7–6, 6–2